# Karmeliterkloster (Speyer)
Das Karmeliterkloster war ein Kloster in der Speyerer Vorstadt vorm Altenburgtor, die auch als Gilgen- oder Landauervorstadt genannt wurde. Das Karmeliterkloster befand sich auf dem Areal zwischen der Karmeliterstraße, der Gilgenstraße und der Großen Gailergasse in unmittelbarer Nachbarschaft zum Altpörtel, welches auch unter dem Namen Altenburgtor bekannt war und so der Vorstadt ihren Namen gab.

## Geschichte
Im Jahre 1270 kamen die ersten Karmeliten, die auch „weiße Brüder unserer lieben Frau“ genannt wurden:S. 219, nach Speyer und wurden dort von den Bürgern mit offenen Armen empfangen. Die Karmeliten erhielten schon bald einem Bauplatz für ihr Kloster vor den Toren in der Nähe des Altpörtels zugesprochen. Dieses wurde im Jahr 1294 errichtet. Nach Franz Xaver Remlings Berichten waren die Ordensbrüder sehr fürsorglich und hielten nicht nur in ihrem Kloster, sondern auch in der Pfarrei St. Ägidius (auch St. Gilgen genannt), in der Pfarrei St. German sowie in der Pfarrei Harthausen Gottesdienst. Der Konvent erhielt durch Kardinal Bernhard, den Speyerer Bischof Eberhard von Dienheim und einen Badischen Markgraf großzügige Zuwendungen.
Im Kloster lebten bereits fünf Bruderschaften, als der Prior des Konvents und Speyerer Weihbischof Heinrich Bock 1426 in der Kirche die St.-Sebastians-Bruderschaft stiftete. 1443 bis 1465 amtierte hier Petrus Spitznagel als Prior; ab 1444 war er ebenfalls Weihbischof von Speyer. Im Jahre 1464 plante man den Umzug der Karmeliten nach St. German, während die Stiftsherren aus St. German ans Altpörtel ziehen sollten. Dies wurde jedoch nicht umgesetzt. Stattdessen zogen die Stiftsherren von St. German an die Moritzkirche. 1498 wurde im Karmelitenkloster schließlich eine Schule für die Novizen eingerichtet.:S. 220
1487 beherbergten die Karmeliten für sieben Wochen den päpstlichen Ablasskommissar Raimund Peraudi. In Erinnerung an den Besuch wurde eine Gedenktafel angebracht, auf der unterhalb des Reliefwappens von Papst Innozenz VIII. die Inschrift „HOC IN LOCO FVERAT IVBILEVS AN INNOCENCIO VIII DATVS ANNO CHRISTI 1490“ zu lesen ist. Die Tafel befindet sich heute an der Außenmauer zur Karmeliterstraße 2.:S. 55
In der Zeit der Reformation schloss sich der Prior des Klosters, P. Antonius Eberhard aus Speyer, dieser an und predigte als einer der ersten Luthers Lehren von der Kanzel der Ägidienkirche, die später an die Lutheraner übergeben wurde, während die Brüder des Konvents der katholischen Kirche treu blieben. Der Stadtrat, der sich auf dem Reichstag von 1529 nicht dem Protest der Reichsstände angeschlossen hatte, ließ den Prior ebenso wie den Prior des Augustinerklosters Michael Diller gewähren. Auch 1535, als der Rat aus Rücksicht auf den Kaiser 1535 keinen lutherischen Prädikanten einstellte, wurde die Unterstützung fortgesetzt. 
1632 wurde das Kloster ebenso wie die Martinskirche in Altspeyer infolge des Dreißigjährigen Krieges durch die Schweden zerstört. Die Brüder wurden nach der Zahlung einer großen Summe verschont. Wenige Jahre danach wurde das Kloster wiederaufgebaut.

### Der Pfälzische Erbfolgekrieg
Als Speyer am 28. September 1688:112 von französischen Truppen besetzt wurde, benutzte Marschall de Duras das Kloster als Hauptquartier. Da die Karmeliten ebenso wie viele andere Bürger befürchteten, dass die Stadt zerstört werden könnte setzte sich Br. Gerhardus bei Marschall de Duras und General Montclar für die Erhaltung des Klosters ein, sodass de Duras schließlich sein Wort gab, dass das Kloster nicht zerstört würde.
Den Karmeliten, besonders ihrem Prior Tiburtius a santo Matthia, ist auch der Erhalt des nahegelegenen Alpörtels zu verdanken. Zunächst ging der Prior allein zu de Duras und bat um Schonung des Altpörtels, doch de Duras lehnte ab dieses zu erhalten, da es dem Feind als Beobachtungsposten dienen könnte. Der Prior erklärte daraufhin, dass der Turm auf das Kloster stürzen und es so zerstören könnte. Doch de Duras erwiderte, dass das Kloster nicht zerstört werden solle. Um das Altpörtel dennoch zu erhalten, fiel das gesamte Konvent dem Marschall vor die Füße und bat ihn, den Turm zu verschonen, da das Kloster bedingt durch die vom Aufprall des Turmes verursachte Erschütterung einstürzen könnte, da es alt und baufällig sei. Diese Begründung überzeugte de Duras, sodass er die bereits vorbereitete Sprengung abbrach.
Am 23. Mai 1689 wurde die Evakuierung der Stadt verkündet, die am 31. Mai in Brand gesetzt wurde. Da das Kloster weiterhin als Hauptquartier von Marschall de Duras und, wie das Kapuzinerkloster an der Ägidienkirche, als Lazarett für die von Phillipsburg hergebrachten Soldaten diente, blieb es vom Stadtbrand verschont. Während die Bürger der Stadt ebenso wie die Ordensleute Speyer verlassen mussten, durften die Karmeliten und die Kapuziner (Ägidienkirche) sowie die Klarissen des St.-Klara-Klosters mit Duldung der Franzosen in ihren unzerstörten Klöstern bleiben.:117 Das Kloster der Karmeliten war so baufällig, dass sich die Karmeliten nach der Rückkehr der Bürger um einen Neubau bemühten. Den ersten Schritt dafür stellte die Erlaubnis des Speyerer Bischofs Franz Christoph Kardinal von Hutten vom 22. November 1746 dar, mit der dieser den Brüdern gestattete, milde Gaben für den Bau der neuen Kirche zu sammeln. Die Grundsteinlegung für die neue Kirche fand im Juli 1747 statt, vollendet wurde die Kirche schließlich 1749. Anschließend wurde die Kirche von Weihbischof Buckel gesegnet. Zwischen 1747 und 1749 wurde darüber hinaus auch die übrigen Klostergebäude neu errichtet.

### Ende des Klosters
Wie Remling schrieb, lohnte sich der Neubau fast nicht, da das Kloster schließlich infolge der Revolution zunächst anderweitig genutzt und später aufgelöst wurde. Nach dem Ausbruch der Französischen Revolution kamen am 2. August 1792 kaiserliche Truppen von Schwetzingen nach Speyer und nutzten alle Klöster als Unterkunft oder Lazarett. Ausnahme war das Kloster St. Klara, dessen Nonnen die im Lazaretthaus am Wormser Tor (früher das Heilig-Grab-Kloster) untergebrachten acht Feldbäcker samt Familien versorgten. Der Truppenkern zog bereits wenige Tage später in Richtung Frankreich ab, sodass nur noch 3000 aus Mainz und Ungarn stammende Männer in Speyer blieben.
Der Untergang des Klosters begann mit der Belagerung Speyers durch französische Truppen unter General Custine, die am 30. September 1792 um die Mittagsstunde begann und mit der Eroberung wenige Tage später endete. Die erste schwerwiegende Folge der Eroberung war die Anweisung von General Custine, mit der er am 10. Oktober alle Ordensleute auf das Kriegskommissariat rief und ihnen dort mitteilen ließ, dass sie innerhalb von 24 Stunden 2100 Gulden zu zahlen hätten. Ebenso wie den Klarissen gelang den Karmeliten die Zahlung der geforderten Summen, sodass kein Karmelit als Geisel nach Landau in der Pfalz verschleppt wurde. Schon am nächsten Tag verließen die Franzosen nach 10 Tagen die Stadt und zogen in ihr Lager bei Edesheim und Rußdorf. Während ihres Aufenthalts hatten die Truppen die österreichischen Proviant-Magazine gelehrt beziehungsweise zerstört, alle Schiffe in Brand gesetzt und Teile der Stadtmauer abgerissen und die Gräben aufgefüllt. Die Truppen rückten am 18. Oktober nach Mainz vor und übernahmen die Festung. Kurz danach kamen erneut französische Truppen nach Speyer, die am 12. November alle Nahrungsmittel der Klöster aufnahmen. Am 13. November wurde der erste Freiheitsbaum aufgestellt. Am 25. November wurde die alte Verwaltung aufgelöst, der Ratskonsulent Petersen zum Maire ernannt und ein weiterer Freiheitsbaum aufgestellt. Auch unter den Karmeliten wuchs nun die Angst, ähnlich wie die Klöster in Frankreich all ihre Besitzungen zu verlieren. Es war aufgrund der Bewachung unmöglich, wertvolle Objekte über den Rhein zu bringen.
Für die Bewohner der Stadt wuchsen die Lasten, die durch die Einquartierung entstanden, und auch das rohe Benehmen der Soldaten stellte eine große Last dar. Darüber hinaus konfiszierten die Soldaten Schilder und sperrten die Läden. Ähnlich wie die Klarissen wurden wahrscheinlich auch Karmeliten gezwungen, ein genaues Verzeichnis des Eigentums, von Schuldbriefen und Einkünften des Klosters, zu erstellen und an die Administration in Mainz zu schicken. Darüber hinaus erhielten sie den Befehl, einen Eid auf die Zivilverfassung des Klerus abzulegen, was sie wahrscheinlich ablehnten. Nachdem der Befehl am 27. Februar wiederholt worden war, flohen die Geistlichen heimlich und verkleidet in der Nacht.
Da preußische und österreichische Truppen näher kamen, begannen die Republiktreuen alles, was sie transportieren konnten, wegzufahren, und zündeten am 31. März, dem Ostersonntag 1793, die Heu- und Strohmagazine an. Gegen drei Uhr zogen schließlich österreichische Truppen mit etwa 7.000 Mann in Speyer ein, am 2. April kamen zusätzlich 5.000 Soldaten aus der Landgrafschaft Hessen-Darmstadt mit ihrem Landgrafen in die Stadt. Ihnen folgten über die folgenden Tage verteilt weitere Truppen und Gefangene. Am 21. Mai schien wieder Ordnung einzukehren, denn der alte Stadtrat wurde wiedereingesetzt und die Revolutionsordnung damit abgeschafft. Doch das bedeutete nicht, dass die Karmeliten in ihr Kloster zurück durften, da es nun als Lazarett für 300 Verwundete diente, sodass die Karmeliten zu einem Bäcker ziehen mussten. Der Frieden erwies sich letztlich als trügerisch, da man am 28. Dezember 1793 überall in der Stadt hörte, dass sich die deutschen Truppen nach ihrer Niederlage bei Salmbach zurückzögen. Infolge dieser Nachrichten flohen viele Menschen, wahrscheinlich auch die Karmeliten, den Rhein entlang. Am Abend, als die Franzosen Speyer bereits erobert hatten, überquerten schließlich bei Mannheim die kaiserliche Reserveartillerie und 2000 Menschen mit unzähligen Fuhrwerken den Rhein. Wohin die Karmeliten gingen, ist unklar.
Als am 22. Mai 1794 deutscher Truppen den Rhein überquerten und am 25. Mai die Franzosen aus Speyer vertrieben, kehrten möglicherweise einige Karmeliten zurück. Doch bereits am 14. Juli wurde Speyer erneut von französischen Truppen, welche die besiegten österreichisch-preußischen Truppen verfolgten, erobert. Spätestens 1799 wurde das Kloster, ähnlich wie das St.-Klara-Kloster, schließlich aufgelöst, während die Besitzungen wahrscheinlich bereits zuvor zu Nationaleigentum erklärt und verpachtet worden waren.:S. 260–272 1803 wurden diese an die Pächter verkauft. Nach der Vertreibung der Revolutionstruppen und der Übereignung der Pfalz an Bayern wurde noch vor 1821 das königliche Salzmagazin auf den Trümmern des Klosters errichtet. Der Abriss der Gebäude erfolgte möglicherweise noch in französischer Zeit, spätestens aber in bayerischer Zeit.

## Heutige Überreste
Heute erinnert nur noch die Karmeliterstraße, der Karmeliterwald, wohl ein Waldgebiet auf Speyerer Gemarkung, und die bereits erwähnte Inschrift an das Kloster. Bildliche Darstellungen gibt es nur auf Philipp Stürmers Vogelschauplan Die Freie Reichsstadt Speyer vor der Zerstörung im Pfälzischen Erbfolgekrieg 1689 und auf dem Stadtplan von 1730. Auf einem Holzschnitt des Jahres 1550 aus Sebastian Münsters Cosmographia, einem Kupferstich aus Frans Hogenbergs Civitates Orbis Terrarum von 1537, einer ähnlichen aus dem Jahre 1600 stammenden Stadtansicht und auf der aus dem Jahr 1637 stammenden Stadtansicht von Matthäus Merian wird das Kloster durch den Dom verdeckt.